# دالماسيا الفينيسية
دالماسيا الفينيسية تشير إلى الأجزاء من دالماسيا الواقعة تحت حكم جمهورية البندقية، بشكل رئيسي من القرن السادس عشر حتى القرن الثامن عشر. تم الاستيلاء على المستعمرات الأولى في نحو عام 1000، عندما أخذوا الأجزاء الساحلية من مملكة كرواتيا، لكن دالماسيا الفينيسية توحدت بالكامل منذ عام 1420 حتى عام 1797، وذلك عندما التغت الجمهورية مع غزوات نابليون.

## جغرافيتها
كانت جمهورية البندقية تمتلك مستعمرات في البلقان وفي شرقي البحر الأبيض المتوسط، مثل ألبانيا الفينيسية في البحر الأدرياتيكي وجزر البندقية الأيونية في غربي اليونان. كانت تمتد تلك الموجودة منها في دالماسيا من شبه جزيرة إستريا حتى ما هو فعليًا الجبل الأسود الساحلي: أي جميع الجزر الدالماسية والأراضي الرئيسية من جبال فيليبيت المركزية إلى الحدود الشمالية لجمهورية راغوزا. وسعت البندقية مستعمراتها للمرة الأخيرة من خلال معاهدة باساروفجا: حققت تقدمًا صغيرًا باستيلائها على مناطق سيغنا، وإيموتسكي وفرغوراك في المناطق الدلماسية.

## التاريخ

### العصور الوسطى
بدءًا من الدوق بيترو الثاني أورسيولو، الذي حكم البندقية منذ عام 991 بعد الميلاد كان جزء كبير من الاهتمام الفينيسي بالبر الرئيسي لفينيتو بهدف السيطرة على البحر الأدرياتيكي. تمت تهدئة الخلافات السياسية الداخلية وتعززت التجارة مع الإمبراطورية البيزنطية من خلال المعاهدة المؤاتية (غريسوبولوس أو غولدن بول) مع الإمبراطور باسيل الثاني. أعفى المرسوم الإمبراطوري التجار الفينيسيين من الضرائب التي يدفعها الأجانب الآخرون والبيزنطيون أنفسهم. في عام 1000 بعد الميلاد، أمّنت بعثة من السفن في إستريا الساحلية ودالماسيا السيادة الفينيسية في المنطقة، وقُمع القراصنة الناراتينيين بشكل دائم. وبهذه المناسبة سمى الدوق أورسيولو نفسه «دوق دالماسيا»، لتكون تلك بداية إمبراطورية البندقية الاستعمارية. كان أيضًا مسؤولًا عن إقامة حفل «زواج البحر» الشهير. في هذا الوقت كان لدى البندقية سيطرة صارمة على البحر الأدرياتيكي، معززة بحملة قادها أوتون ابن بيترو في عام 1017.
بدأ تأسيس إمبراطورية البندقية عبر البحار بغزو دالماسيا ووصل أقصى حد له في نهاية الحملة الصليبية الرابعة في عام 1204، مع الإعلان عن الاستحواذ على ثلاثة أجزاء من الإمبراطورية البيزنطية.
في عام 1409، وخلال الحرب الأهلية الهنغارية التي دامت عشرين عامًا بين الملك سيغيسموند وعائلة آنجو النابليونيين، باع المنافس الخاسر، وهو لاديسلوس النابليوني، «حقوقه» في دالماسيا إلى الجمهورية الفينيسية مقابل مبلغ ضئيل قدرة 100 ألف عملة ذهب بندقية (دينار أفرنتي). حاول سيغيسموند استعادة المنطقة لكن البندقية تغلبت على قواته في معركة موتا.
سيطرت الجمهورية التجارية الأكثر مركزية على المدن بحلول عام 1420 (باستثناء جمهورية راغوزا)؛ وبقوا تحت الحكم الفينيسي لمدة 377 عامًا (1420-1797). كانت المنطقة الواقعة أقصى الجنوب من دالماسيا (حاليًا جزء من مونتنغنرو الساحلية) تسمى ألبانيا الفينيسية في ذلك الوقت.

### الحروب العثمانية الفينيسية
أحرزت الدولة العثمانية، في الفترة بين بداية الحرب الفينيسية العثمانية بين عامي (1499-1503) ونهاية الحرب الفينيسية العثمانية في الفترة بين عامي (1537-1540)، تقدمًا ملحوظًا في المناطق الداخلية الدالماسية – لم تحتل المدن الفينيسية، لكنها استولت على المستعمرات الكرواتية بين سكرادين وكارين، لتقضي بذلك عليها بوصفها مناطق عازلة بين الأراضي الفينيسية والأراضي العثمانية. تعافى اقتصاد المدن الفينيسية في دالماسيا، والمتأثر بالاحتلال التركي للمناطق الداخلية في الحرب السابقة، وبقي ثابتًا حتى خلال هذه الحرب.

### حرب كريت
كانت الجبهة الدالماسية مسرحًا منفصلًا للعمليات، والتي كانت جزءًا من المرحلة الأولى من الحرب. كانت الظروف هناك تقريبًا معاكسة لما هي في كريت: بالنسبة للعثمانيين، كانت بعيدةً جدًا وغير مهمة نسبيًا، في حين أن الفينيسيين أداروا عملياتهم بالقرب من قواعد الإمداد الخاصة بهم وكانوا يسيطرون بلا منازع على البحر، وبالتالي كانوا قادرين على تعزيز معاقلهم الساحلية بسهولة. شن العثمانيون هجومًا واسع النطاق في عام 1646، وحققوا مكاسب مهمة، بما في ذلك استيلاؤهم على جزر كرك، وباغ وكريس وأكثرها أهمية قلعة نوفيغراد التي يُفترض أنها حصينة، لكنها استسلمت في 4 يوليو، بعد يومين فقط من القصف بالقنابل. أصبح الأتراك حينها قادرين على تهديد المعقلين الفينيسيين الرئيسيين في دالماسيا وهما زادار وسبليت. لكن في العام التالي، انقلبت الأمور، عندما استولى القائد الفينيسي ليوناردو فوسكولو على عدة قلاع، واستعاد نوفيغراد، واستولى بشكل مؤقت على قلعة كنين وعلى كليس، بينما فشل حصارٌ دام شهرًا كاملًا لقلعة سيبينك من قبل العثمانيين في أغسطس وسبتمبر. خلال السنوات القليلة التالية، توقفت العمليات العسكرية بسبب انتشار المجاعة والطاعون بين الفينيسيين في زادار، في حين ركز الجانبين مواردهما في منطقة إيجه. لم تحدث أي عمليات أخرى في المسرح الدالماسي في الوقت الذي ركزت فيه الجبهات الأخرى أولوياتها على العثمانيين. تحقق السلام في جمهورية البندقية عام 1669 مع مكاسب بارزة في دالماسيا، وأصبحت أراضيها ثلاثة أضعاف، وضمنت بالتالي سيطرتها على البحر الأدرياتيكي.

### حرب موريان
في شهر أكتوبر 1683، حمل سكان دالماسيا الفينيسية، وبشكل خاص أوسكوك من رافني كوتاري، السلاح وانتفضوا مع رعايا مناطق الجبهة العثمانية (الطبقة الدنيا)، واستولوا على سكرادين وكارين وفرانا وبينكوفاك وأوبروفاك.
في حرب موريان، حاصرت جمهورية البندقية سينج في أكتوبر عام 1684 ثم حاصرتها مرة أخرى في مارس وأبريل عام 1685، لكنها لم تنجح في كلتا المرتين. في محاولتها عام 1685، ساعدت الميليشيا المحلية لجمهورية بولجيكا الجيش الفينيسي، الذي تمرد ضد السيادة العثمانية الشكلية التي كانت موجودة منذ عام 1513. هاجم العثمانيون دافارجي في محاولة للرد على بولجيكا، في يونيو عام 1685، وهاجموا دولاك وسريجان في يوليو عام 1686، لكن تم التصدي لهم، وتكبدوا خسائر فادحة. سقطت قلعة سينج أخيرًا في أيدي الجيش الفينيسي بتاريخ 30 سبتمبر عام 1686 مع مساعدة السكان المحليين في بولجيكا إلى جانب المورلاش. بتاريخ 1 سبتمبر 1687 بدأ حصار هرسك نوفي، وانتهى بانتصار فينيسي في 30 سبتمبر. تم الاستيلاء على كنين بعد حصار دام إثني عشر يومًا في 11 سبتمبر 1688. كان الاستيلاء على قلعة كنين بمثابة نهاية للحملة الفينيسية لتوسيع أراضيهم في مناطق دالماسيا الداخلية، وحدد أيضًا كثيرًا من الحدود النهائية بين دالماسيا والبوسنة الحالية. حاصر العثمانيون سينج مرة ثانية في حرب موريان الثانية، لكن تم التصدي لهم.
بتاريخ 30 نوفمبر 1690، استولت البندقية على فروغراس، التي فتحت بدورها الطريق إلى إيموتسكي وموستار. في عام 1694 تمكنوا من السيطرة على مناطق شمالي جمهورية راغوزا، ألا وهي سيتلوك، غابيلا، زازابلجي، تريبينجي، بوبوفو، كلوبوك وميتكوفيتش. لم تتمكن البندقية في معاهدة السلام النهائية من التنازل عن مناطق بوبوفو بولجي إلى جانب كليك وسوتورينا، من أجل الحفاظ على الترسيم الموجود مسبقًا بالقرب من راغوزا.
سُمي «خط موتشينيغو البحري» في دالماسيا عام 1718 تيمنًا بسيباستيان موتشينيغو، وهو واحد من أشهر دوقات البندقية. أحرز في الواقع بعض التطورات الصغيرة في دالماسيا- بعد معاهدة باساروفجا- من خلال الاستيلاء على مناطق سينج وإيموتسكي في المناطق الداخلية. كان ذلك آخر توسع لدالماسيا الفينيسية (التي تمتعت جزئيًا «بعصر تنوير» عاشته البندقية خلال التنوير) حتى الغزو النابليوني في عام 1797.